# Prodidomus singulus
Prodidomus singulus är en spindelart som beskrevs av Theodore W. Suman 1967. Prodidomus singulus ingår i släktet Prodidomus och familjen Prodidomidae. Inga underarter finns listade i Catalogue of Life.